# Соколовское сельское поселение (Челябинская область)
Соколо́вское се́льское поселе́ние — муниципальное образование в Уйском районе Челябинской области Российской Федерации. В рамках административно-территориального устройства муниципальное образование  соответствует административно-территориальной единице Соколовский сельсовет.
Административный центр — посёлок Мирный.

## История
Статус и границы сельского поселения установлены Законом Челябинской области от 17 сентября 2004 года № 278-ЗО «О статусе и границах Уйского муниципального района и сельских поселений в его составе»

## Население
| 2002  | 2010  | 2011  | 2012  | 2013  | 2014  | 2015  |
| ----- | ----- | ----- | ----- | ----- | ----- | ----- |
| 5499  | ↘5025 | ↘5020 | ↘4916 | ↘4741 | ↘4542 | ↘4434 |
| 2016  | 2017  | 2018  | 2019  | 2020  | 2021  | 2023  |
| ↘4391 | ↘4279 | ↘4153 | ↘4086 | ↘3985 | ↘3826 | ↘3716 |

## Состав сельского поселения
| №  | Населённый пункт | Тип населённого пункта          | Население |
| -- | ---------------- | ------------------------------- | --------- |
| 1  | Берег            | посёлок                         | →41       |
| 2  | Булатово         | посёлок                         | ↘553      |
| 3  | Восточный        | посёлок                         | ↘291      |
| 4  | Заозёрный        | посёлок                         | ↘274      |
| 5  | Зерновой         | посёлок                         | ↘367      |
| 6  | Краснокаменка    | деревня                         | ↘208      |
| 7  | Лебедевка        | посёлок                         | ↘374      |
| 8  | Лесной           | посёлок                         | ↘337      |
| 9  | Луговой          | посёлок                         | ↗86       |
| 10 | Мирный           | посёлок, административный центр | ↘1659     |
| 11 | Никольское       | село                            | ↘395      |
| 12 | Соколовское      | село                            | ↘440      |